# Antiche unità di misura del circondario di Lomellina

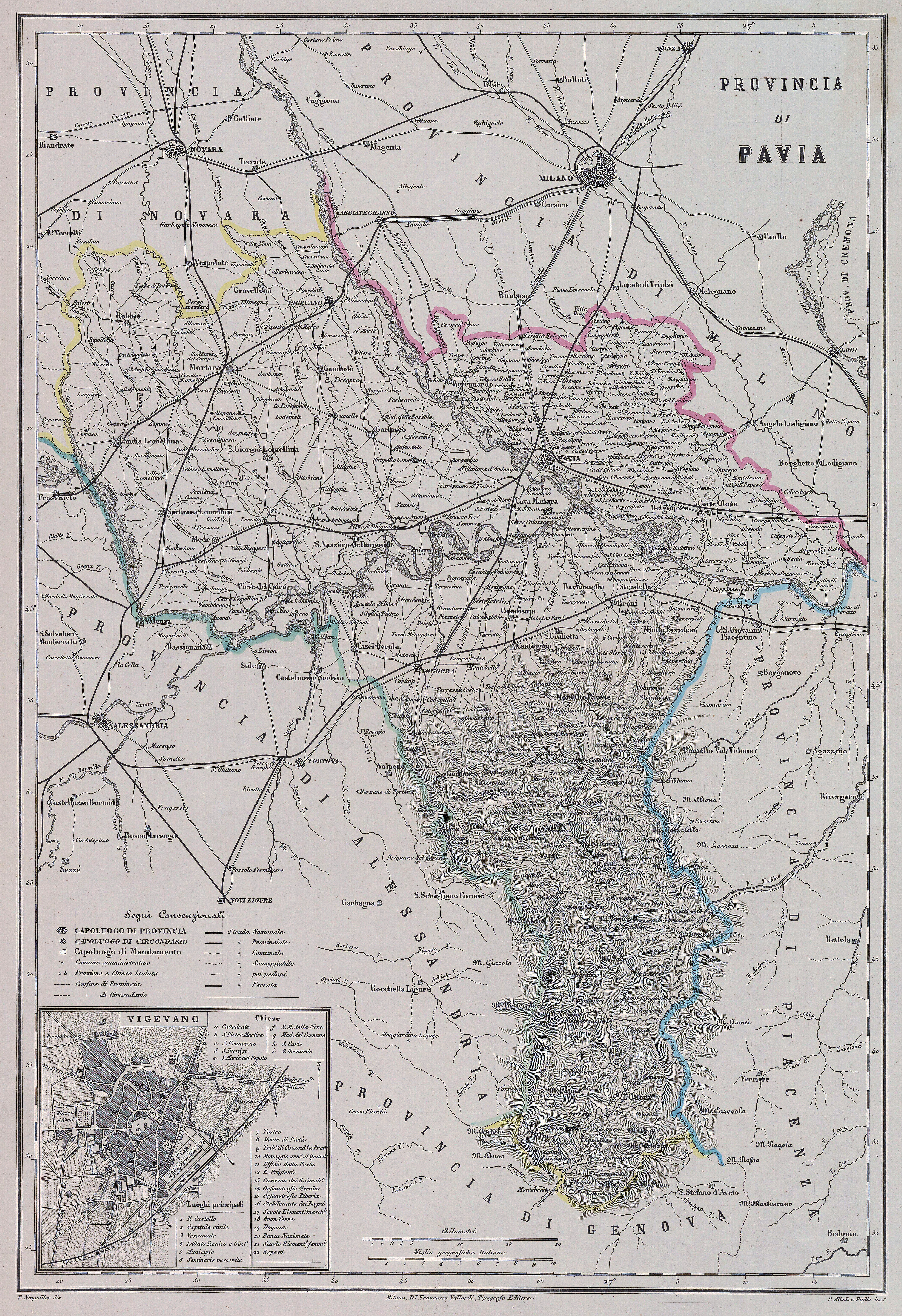
Mappa con indicazione dei confini del circondario di Lomellina nel 1868 circa

Sono qui riportate le conversioni tra le antiche unità di misura in uso nel circondario della Lomellina e il sistema metrico decimale, così come stabilite ufficialmente nel 1877.
Nonostante l'apparente precisione nelle tavole, in molti casi è necessario considerare che i campioni utilizzati (anche per le tavole di epoca napoleonica) erano di fattura approssimativa o discordanti tra loro.

## Misure di lunghezza
| Comuni         | Denominazione         | Valore   | Unità |
| -------------- | --------------------- | -------- | ----- |
| Tutti i comuni | Trabucco di Vigevano  | 2,774300 | m     |
| Tutti i comuni | Trabucco di Robbio    | 2,867990 | m     |
| Tutti i comuni | Trabucco milanese     | 2,611110 | m     |
| Tutti i comuni | Trabucco piemontese   | 3,086420 | m     |
| Tutti i comuni | Braccio di Mortara    | 0,629272 | m     |
| Tutti i comuni | Braccio da seta       | 0,528140 | m     |
| Tutti i comuni | Braccio da panno      | 0,668787 | m     |
| Tutti i comuni | Braccio milanese      | 0,594936 | m     |
| Tutti i comuni | Braccio lungo da tela | 0,668100 | m     |
| Tutti i comuni | Braccio da legname    | 0,599070 | m     |
| Tutti i comuni | Raso                  | 0,600137 | m     |

I trabucchi si dividono tutti in 6 piedi, il piede in 12 once, l'oncia in 12 punti, il punto in 12 atomi.
I trabucchi di Vigevano e di Bobbio, usati anticamente nella misura dei terreni, andarono gradatamente in disuso, ossendosi sostituito il trabucco milanese che già si usava da antico nei comuni di Cassolnovo, Cilavegna, Confienza, Gravellona, Palestro, Robbio e Vigevano.
Il trabucco piemontese servì di base pel censimento agrario dell'antica provincia di Lomellina. Qualche rara volta si usava anche il trabucco di Pavia. Da taluno si usava anche una ranna metrica lunga tre metri e divisa in 10 parti chiamate palmi.
Il braccio di Mortara, misura architettonica, è di 16 once, e corrisponde al braccio di Pavia.
Il braccio da legname si suol distinguere col nome di braccio di Vigevano.
Il raso piemontese si usava per la misura delle stoffe di moda provenienti da Torino.
Le braccia in genere si dividevano usualmente in metà, terzi, quarti, ottavi, ecc.
Il braccio milanese di 12 once si usava per le stoffe, e si diceva braccio raso quando si adoperava per le stoffe di cotone.
Era in uso specialmente nei comuni di Borgo S. Siro, Cassolnovo, Cilavegna, Domo, Gambolò, Garlasco, Gravellona, Gropello, Tromello, Vigevano e Zerbolò.

## Misure di superficie
| Comuni         | Denominazione       | Valore    | Unità |
| -------------- | ------------------- | --------- | ----- |
| Tutti i comuni | Giornata piemontese | 3810,3948 | m²    |
| Tutti i comuni | Pertica di Vigevano | 738,8871  | m²    |
| Tutti i comuni | Pertica di Robbio   | 789,6352  | m²    |
| Tutti i comuni | Pertica milanese    | 654,5179  | m²    |
| Tutti i comuni | Pertica pavese      | 769,7918  | m²    |
| Tutti i comuni | Quadretto           | 1,583954  | m²    |
| Tutti i comuni | Braccio quadro      | 0,395983  | m²    |

La giornata di Piemonte, che servì di base al censimento nell'antica provincia della Lomellina è di 100 tavole; la tavola è di 4 trabucchi quadrati.
La pertica agraria si divide in 24 tavole.
Le pertiche di Vigevano e di Robbio, usate in antico, sono andate in disuso; e da ultimo si misuravano i terreni con la pertica milanese nell'antica provincia di Vigevano, e colla pertica pavese nell'antica provincia di Lomellina.
Il quadretto, misura da legname, è di 4 braccia quadrate di Pavia.
Il braccio quadrato detto di Mortara si usava pure per la misura del legname.

## Misure di volume
| Comuni                  | Denominazione                        | Valore   | Unità |
| ----------------------- | ------------------------------------ | -------- | ----- |
| Tutti i comuni          | Quadretto di volume                  | 249,181  | L     |
| Gambolò e comuni vicini | Misura o braccio di pignone milanese | 3369,238 | L     |
| Gambolò e comuni vicini | Misura o braccio di pignone pavese   | 3986,901 | L     |

Il quadretto di volume o braccio pavese cubo, è lo stesso che il braccio cubo di Mortara. Si usa per il legname.
La misura o braccio di Pignone è di 16 quadretti cubi, o braccia cube milanesi, o pavesi. Il pignone è di 96 quadretti cubi, ed è rappresentato da un parallelepipedo rettangolo avente sei braccia di lunghezza, e quattro di larghezza e di altezza.
In alcuni luoghi si usa solo il braccio, o misura, senza il pignone che è il suo multiplo. Il pignone ed il braccio sono misure da legname.

## Misure di capacità per gli aridi
| Comuni                                    | Denominazione     | Valore   | Unità |
| ----------------------------------------- | ----------------- | -------- | ----- |
| Tutti i comuni                            | Sacco pavese      | 122,2633 | L     |
| Tutti i comuni                            | Moggio            | 219,3000 | L     |
| Vigevano                                  | Sacco di Vigevano | 123,1920 | L     |
| Cassolnovo, Robrio, Gravellona, Confienza | Sacco novarese    | 126,4729 | L     |
| Palestro                                  | Sacco             | 138,3298 | L     |

Il sacco pavese detto anche lomellino, misura da cereali, si divide in 6 emine, l'emina in 2 quartari, il quartaro in 6 Coppi. Talora l'emina rasa pavese si divide in 8 eminelle e il quartaro in 4 eminelle.
Per alcuni generi le misure si usavano a colmo.
Il moggio, misura da carbone, è poco in uso, poiché generalmente il carbone si vende a peso, oppure usando le stesse misure che servono per i cereali.
Il sacco di Vigevano, usato anche in altri comuni vicini, si divide in 6 staia, lo staio in 4 quartari.
I mugnai usano dividere lo staio in 12 coppi.
Nella vendita al minuto del riso e dei legumi si adoperava una misura equivalente ad 1/50 dello staio, ossia di litri 0,41064.
Il sacco novarese, usato a Cassolnovo, Robbio, Gravellona e Confienza, si divide in 8 emine, l'emina in 16 coppi.
In Robbio l'emina novarese si divide in 12 coppi anziché in 16.
Il sacco usato a Palestro è di sei emine piemontesi, l'emina si divide in 8 coppi, il coppo in 24 cucchiai.

## Misure di capacità per i liquidi
| Comuni                                                              | Denominazione | Valore   | Unità |
| ------------------------------------------------------------------- | ------------- | -------- | ----- |
| Bobbio, Pregola, Corte Brugnatella                                  | Brenta        | 68,6880  | L     |
| Bobbio, Pregola, Corte Brugnatella                                  | Pinta         | 1,908000 | L     |
| Bagnaria e mandamento di Ottone                                     | Pinta         | 2,000000 | L     |
| Mandamento di Varzi, eccettuali i comuni di Bagnaria e Val di Nizza | Brenta        | 74,4195  | L     |
| Romagnese, Val di Nizza e mandamento di Zavattarello                | Brenta        | 71,4427  | L     |

La brenta pavese si divide in 48 pinte, la pinta in 2 boccali.
Il boccale pavese in questo circondario si divide in 4 parti dette saine. La saina equivale perciò a litri 0.186.
Per la misura del latte si forma uno staio di 32 boccali detta brenta pavese.
In qualche comune si usano promiscuamente la brenta pavese e la milanese per la vendita del vino all'ingrosso; e si usa il boccale pavese per la vendita al minuto.
La brenta milanese usata in Vigevano, ed in alcuni dei comuni vicini a detta città, si divide in 96 boccali.
La brenta novarese usata in Robbio e Confienza si divide in 36 pinte, la pinta in 2 boccali. Nove pinte fanno la mina, quarta parte della brenta.
La brenta speciale di Robbio si forma di 96 boccali novaresi.
Nei comuni di Robbio e Palestro si fa qualche uso anche della brenta di Torino.
La brenta di Palestro si divide in 80 boccali. Il Boccale di questa brenta corrisponde a litri 0,9746.

## Pesi
| Comuni                                                       | Denominazione            | Valore  | Unità |
| ------------------------------------------------------------ | ------------------------ | ------- | ----- |
| Tutti i comuni                                               | Libbra grossa pavese     | 743,692 | g     |
| Tutti i comuni                                               | Libbra piccola pavese    | 318,725 | g     |
| Vigevano, Gambolò, Graveixona, Cilavegna, Cassolnovo, Parona | Libbra grossa di Milano  | 762,517 | g     |
| Vigevano, Gambolò, Graveixona, Cilavegna, Cassolnovo, Parona | Libbra piccola di Milano | 326,793 | g     |
| Robbio                                                       | Libbra di 30 once        | 813,685 | g     |
| Robbio                                                       | Libbra grossa di Novara  | 759,439 | g     |
| Robbio                                                       | Libbra piccola di Novara | 325,474 | g     |

La libbra grossa di Pavia si divide in 28 once. Cento libbre grosse fanno un fascio.
La libbra piccola di Pavia si divide in 12 once.
25 libbre piccole fanno un rubbo.
L'oncia si divide in 24 denari, il denaro in 24 grani, il grano in 24 granotti.
La libbra grossa di Milano si divide in 28 once. La libbra piccola di Milano in 12 once, l'oncia in 8 ottavi, l'ottavo in 3 denari, il denaro in 24 grani, il grano in 24 granotti.
La libbra^ 30 once novaresi usata in Robbio è per il commercio dei pesci e si divide in metà e quarti.
La libbra grossa di Novara si divide in 28 once.
La libbra piccola di Novara in 12 once, l'oncia in 24 denari, il denaro in 24 grani, il grano in 24 granotti.
25 libbre piccole di Novara fanno il rubbo. 100 libbre grosse di Novara fanno un fascio.